# Reslizumab
Le reslizumab, commercialisé sous le nom de Cinqaero, est un anticorps monoclonal humanisé (IgG4, κ) dirigé contre l'interleukine 5 (IL-5) humaine. 
Il se lie spécifiquement à l'IL-5 et interfère avec la liaison de l'IL-5 à son récepteur de surface cellulaire et bloque ainsi sa fonction biologique, ce qui a pour conséquence de réduire la survie et l'activité des éosinophiles.

## Indication
Le reslizumab est indiqué chez l'adulte dans le traitement de l’asthme à éosinophiles sévère et réfractaire.